# غاري هارت
غاري هارت (بالإنجليزية: Gary Hart)‏ (21 سبتمبر 1976 هارلو المملكة المتحدة - ) هو لاعب كرة قدم بريطاني يلعب كمهاجم.

## روابط خارجية
- غاري هارت على موقع قاعدة بيانات كرة القدم.إي يو (الإنجليزية)
- غاري هارت على موقع Soccerbase.com (لاعب) (الإنجليزية)